# Федчук Василь Володимирович
Васи́ль Володи́мирович Федчу́к (17 квітня 1941, с. Доросині, Волинська область — 11 квітня 2021) — український журналіст, багаторічний головний редактор та директор Волинського радіо, краєзнавець. Заслужений журналіст України (2007).

## Біографія
Народився 17 квітня 1941 року в селі Доросині Рожищенського району Волинської області. Після закінчення Доросинівської середньої школи працював літпрацівником у рожищенській районній газеті. Тричі вступав на факультет журналістики Львівського державного університету імені Івана Франка і вступив після набуття обов'язкового на той час дворічного трудового стажу. Закінчив університет у 1966 році.
Після закінчення університету повернувся на Волинь, де у 1966 році розпочав роботу на Волинському радіо кореспондентом. Пройшов шлях до головного редактора та директора, обіймаючи керівні посади понад 40 років. Загалом присвятив Волинському радіо 45 років свого життя. З 2009 року перебував на пенсії, проте продовжував займатися журналістикою та громадською діяльністю.
Помер 11 квітня 2021 року, не доживши тиждень до свого 80-річчя.

## Професійна діяльність
Під керівництвом Василя Федчука Волинське радіо стало одним із провідних регіональних мовників України. За підсумками виходів матеріалів на республіканському Українському радіо Волинь стабільно входила до п'ятірки найкращих областей. Він виховав цілу плеяду волинських журналістів.
Василь Федчук був ініціатором та ведучим обмінних передач із Польським радіо та Брестським телерадіокомітетом. Він також виступав із публіцистичними радіопрограмами, зокрема вів історико-краєзнавчий радіожурнал «Волинь», в ефір вийшло 220 його випусків.
У 1979 році, коли працівники Волинського радіо не мали змоги відзначати день заснування через відсутність підтверджуючих документів, Василь Федчук долучився до пошуків. Завдяки знахідці редактора Василя Царука в газеті «Волинь» від 10 травня 1940 року, було встановлено офіційну дату початку радіомовлення на Волині. У 1980 році відбулося святкування 40-річчя Волинського радіо.

## Громадська діяльність та краєзнавство

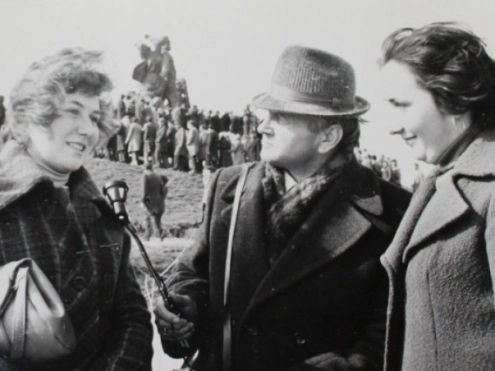
Василь Федчук бере інтерв'ю у студенток в Кортелісах під час відкриття пам'ятника.

Після виходу на пенсію Василь Федчук активно займався громадською та краєзнавчою діяльністю. Він був активістом громадської організації «Захист дітей війни» та протягом дев'яти років був дописувачем всеукраїнської газети «День».
Завдяки його зусиллям було названо щорічну обласну премію за кращі матеріали інформаційних жанрів іменем радіожурналіста Олексія Левкова. Федчук також активно виступав за перейменування вулиці Крилова у Луцьку на вулицю Юзефа Лободовського.
Він є автором численних історичних розвідок про рідне село Доросині, нарисів про патріотів УПА, волинян, які рятували євреїв під час Голокосту, та про українсько-польський міжетнічний конфлікт. Свої праці він зібрав у книзі «Волиняни у дзеркалі преси», виданій у листопаді 2020 року. Також власним коштом видав книгу «Волинське радіо у наших долях», присвячену 80-річчю Волинського радіо.

## Нагороди та звання
- Заслужений журналіст України (2007)[1]
- Лауреат Всеукраїнського телерадіофестивалю «Калинові острови»[3]
- Лауреат обласних творчих конкурсів «Професіонал» та «Любіть Україну»[3]
- Почесний знак Національної спілки письменників України (член спілки з 1972 року)[6]
- Почесний знак Польського радіо[3]